# Peter Sendscheid
Peter Sendscheid (ur. 28 września 1965 w Herzogenrath) – niemiecki piłkarz grający na pozycji napastnika.

## Kariera piłkarska

### Wczesna kariera
Peter Sendscheid karierę piłkarską rozpoczął w juniorach Accordii Niederbardenberg, a w latach 1984–1985 wraz ze swoim bratem – Axelem. W 1985 roku podpisał profesjonalny kontrakt z klubem 2. Bundesligi – Alemannią Aachen, w której debiut zaliczył w sezonie 1986/1987, 13 września 1986 roku w wygranym 0:1 meczu wyjazdowym z Rot-Weiss Essen, w którym w 66. minucie został zastąpiony przez Achima Haucke, który w 76. minucie zdobył zwycięskiego gola dla klubu, natomiast pierwszego gola zdobył 19 września 1986 roku w wygranym 2:1 meczu domowym z Union Solingen, w którym w 23. minucie pokonał bramkarza Unionu Solingen – Volkera Diergardta, a w 79. minucie został zmieniony przez Petera Sitka. W sezonie 1988/1989 był podstawowym zawodnikiem klubu – rozegrał 36 meczów, w których zdobył 13 goli, w tym hat tricka 12 maja 1989 roku w wygranym 5:2 meczu domowym z FSV Mainz 05. Mecz oglądał ówczesny trener Schalke Gelsenkirchen – Helmut Kremers, który zakończeniu sezonu 1988/1989 sprowadził Sendscheida do swojego klubu.

### Schalke Gensenkirchen
Peter Sendscheid w sezonie 1989/1990 z 18 golami w 38 meczach był najlepszym strzelcem Królewsko-Niebieskich, którzy rozgrywki ligowe zakończyli na 5. miejscu i nie awansowali do Bundesligi, do której wrócili awansowali po wygraniu rozgrywek ligowych w sezonie 1990/1991.
Debiut w Bundeslidze zaliczył 13 sierpnia 1991 roku w bezbramkowo zremisowanym meczu domowym z Hamburgerem SV. W sezonie 1991/1992 rozegrał 35 meczów, w których zdobył zaledwie 7 goli, na co wpływ miała kontuzja kolana, odniesiona podczas treningu na hali w przerwie zimowej i mimo przeprowadzonych trzech operacji uszkodzenie chrząstki nigdy się nie zagoiło, w związku z czym w 1994 roku w wieku zaledwie 28 lat zakończył piłkarską karierę. Sendscheid swój ostatni mecz w Bundeslidze rozegrał 27 sierpnia 1994 roku w przegranym 0:1 meczu domowym z Hamburgerem SV, w którym po przerwie został zmieniony przez Dietera Ecksteina. W 2007 roku Sendscheid o swojej kontuzji powiedział: „Moje lewe kolano było dwukrotnie grubsze niż prawe po walce. Nie było to już możliwe”. W lutym 1995 roku złożył wniosek o wydanie orzeczenia o niepełnosprawności w sporcie. Łącznie w Bundeslidze rozegrał 80 meczów, w których zdobył 18 goli, natomiast w 2. Bundeslidze rozegrał 153 mecze, w których zdobył 45 goli.

## Statystyki

### Klubowe
| Klub                  | Sezon              | Liga               | Liga  | Liga | Puchar | Puchar | Łącznie | Łącznie |
| Klub                  | Sezon              | Liga               | Mecze | Gole | Mecze  | Gole   | Mecze   | Gole    |
| --------------------- | ------------------ | ------------------ | ----- | ---- | ------ | ------ | ------- | ------- |
| Alemannia Aachen      | 1986/1987          | 2. Bundesliga      | 11    | 1    | 1      | 0      | 12      | 1       |
| Alemannia Aachen      | 1987/1988          | 2. Bundesliga      | 17    | 3    | 0      | 0      | 17      | 3       |
| Alemannia Aachen      | 1988/1989          | 2. Bundesliga      | 36    | 13   | 3      | 2      | 39      | 15      |
| Łącznie               | Łącznie            | Łącznie            | 64    | 17   | 4      | 2      | 68      | 19      |
| Schalke Gelsenkirchen | 1989/1990          | 2. Bundesliga      | 38    | 18   | 1      | 0      | 39      | 18      |
| Schalke Gelsenkirchen | 1990/1991          | 2. Bundesliga      | 31    | 10   | 1      | 0      | 32      | 10      |
| Schalke Gelsenkirchen | 1991/1992          | Bundesliga         | 35    | 7    | 1      | 0      | 36      | 7       |
| Schalke Gelsenkirchen | 1992/1993          | Bundesliga         | 23    | 6    | 1      | 0      | 24      | 6       |
| Schalke Gelsenkirchen | 1993/1994          | Bundesliga         | 19    | 5    | 0      | 0      | 19      | 5       |
| Schalke Gelsenkirchen | 1994/1995          | Bundesliga         | 3     | 0    | 2      | 0      | 5       | 0       |
| Łącznie               | Łącznie            | Łącznie            | 149   | 46   | 6      | 0      | 155     | 46      |
| Łącznie w karierze    | Łącznie w karierze | Łącznie w karierze | 213   | 63   | 10     | 2      | 223     | 65      |

## Sukcesy
Schalke Gelsenkirchen
- Awans do Bundesligi: 1991

## Po zakończeniu kariery
Peter Sendscheid w listopadzie 1995 roku, po dziewięciu miesiącach rekowalescencji, zaczął grać w piłkę nożną rekreacyjnie i tym samym dołączył amatorskiej drużyny Schalke Gelsenkirchen. Równocześnie studiował administrację biznesową w Kolonii i przez pewien okres pracował w dziale marketingu w firmie Schalke. W 2007 roku pracował jako przedstawiciel handlowy dla dostawcy biurowego.
Od drugiej połowy lat 90. zaczął grać w amatorskiej lidze – Colourdul League w Akwizgranie, organizowanej poza szyldem DFB, wraz z byłymi kolegami z pracy w koszulkach "Le Bistro wzgl. MOTEX -Team".